# Poimenesperus voluptuosus
Poimenesperus voluptuosus är en skalbaggsart som beskrevs av Thomson 1857. Poimenesperus voluptuosus ingår i släktet Poimenesperus och familjen långhorningar.
Artens utbredningsområde är Gabon. Inga underarter finns listade i Catalogue of Life.